# Александрас Чеснавічюс
Александрас Чеснавічюс (лит. Aleksandras Česnavičius; нар. 30 грудня 1930, Пасваліс, Литва) — литовський радянський дипломат.

## Життєпис
Народився 30 грудня 1930 в Пасвалісі, Литва.

### Освіта
У 1961 закінчив Вільнюський педагогічний університет. У 1955 — Литовську республіканську партійну школу. У 1974 — Академію суспільних наук при ЦК КПРС. Кандидат історичних наук (1976).

### Кар'єра
У 1949—1950 — завідувач Відділу шкіл Пасваліського повітового комітету ЛКСМ Литви.
У 1950—1951 — 1-й секретар Прекульського районного комітета ЛКСМ Литви.
У 1951—1952 — помічник начальника Політичного сектору Клайпедського обласного управління сільського господарства з комсомолу.
У 1952—1953 — інструктор Клайпедського обласного комітету Компартії Литви.
У 1955—1957 — інструктор ЦК КП Литви.
У 1957—1958 — 2-й секретар Совєтського районного комітету КП Литви міста Вільнюс.
У 1959—1960 — 1-й секретар Вільнюського міського комітету ЛКСМ Литви.
У 1960—1966 — 1-й секретар ЦК ЛКСМ Литви.
У 1966—1969 — секретар ЦК ВЛКСМ.
У 1969—1976 — завідувач Відділом адміністративних органів ЦК КП Литви.
У 1976 — міністр закордонних справ Литовської РСР.
У 1976—1988 — заступник голови Ради Міністрів Литовської РСР.

## Нагороди
- Орден Трудового Червоного Прапора,
- Орден «Знак Пошани»,
- Орден Дружби народів.

1. ↑  https://www.vle.lt/straipsnis/aleksandras-cesnavicius/